# Seznam jazyků
Seznam jazyků řazený podle abecedy. Viz též seznam řazený podle příslušnosti k jazykovým rodinám a podle zeměpisné blízkosti. Seznamy nejsou a ani nemohou být úplné. Na světě je kolem 7 000 jazyků a ne u všech panuje shoda, zda jde o samostatný jazyk nebo pouze o dialekt jiného jazyka.
V závorce za českým názvem jazyka je uveden kód jazyka podle ISO 639-1 (2 znaky) nebo ISO 639-2 (3 znaky), který odkazuje na Wikipedii v tomto jazyce. Pokud jazyk nemá třípísmenný kód ani podle ISO 639-2, je místo něj uveden kód, který identifikuje Wikipedii v daném jazyce.

## A
- abcházština (ab)
- aborlanština
- abronština
- absaročtina
- acehština (ace)
- adamawa fulfude
- adygejština (ady)
- aerian
- afarština (aa)
- afrikánština (af)
- aghulština
- ahiranština
- acholština
- achomi
- ajagbe
- ajmarština (ay)
- ajova-oto
- akanština (ak)
- akkadština
- akolština
- akoose
- alas
- albánština (sq)
- alemanština (als)
- alsaština
- alsatian
- alurština
- ambonská malajština
- amiština (ami)
- amharština (am)
- anaangština
- andamanská kreolizovaná hindština
- angličtina (en)
- angština
- antická makedonština
- arabština (ar)
- aragonština (an)
- aramejština (arc)
- aranéština
- arapažština
- arkanéština
- arumunština (roa-rup)
- arikarština
- arménština (hy)
- ásámština (as)
- asturština (ast)
- asyrština
- atayalština (tay)
- atikamekština (atj)
- atsinština
- avarština (av)
- avestánština
- awadhština (awa)
- aymarština
- ázerbájdžánština (az)
- aztéčtina (nah)

## B
- baghelí
- bágrí
- bahamská kreolština
- bachtijárí
- balijština (ban)
- balkánská gagauzská turečtina
- balkánská romština
- balkarština (krc)
- baltí
- balúčština
- bambarština (bm)
- bamum
- bandžarština (bjn)
- bangala
- banggai
- bangkská malajština
- baňumasanština (map-bms)
- baoulština
- barmština (my)
- basaa
- baskičtina (eu)
- baskicko-islandský pidžin
- baškirština (ba)
- batak karo
- batak mandailing
- batak simalungun
- batak toba
- batavština
- bavorština (bar)
- běloruština (be, be-tarask)
- bembština
- benátština (vec)
- bengálština (bn)
- bhódžpurština
- bihárština (bh)
- střední bikolština (bcl)
- bislamština (bi)
- bišnuprijskomanipurština (bpy)
- blablanga
- boon
- bosenština (bs)
- bretonština (br)
- bugiština (bug)
- bucharština
- bulharština (bg)
- bung
- bununština (bnn)
- burgundština
- burjatština (bxr)

## C
- cebuánština (ceb)
- církevní slovanština (cu)
- cofán

## Č
- čamorština
- čečenština (ce)
- čeke holo
- černá řeč Mordoru
- černohorština (cnr)
- černonožština
- čerokézština (chr)
- čeština (cs)
- čibča
- čičevština (ny)
- čirikavština
- čínština (zh)
- čoktó (cho)
- čolština
- čuangština (za)
- čuvaština (cv)

## D
- dáčtina
- dagbánština (dag)
- dakotština
- dalmátština
- dánština (da)
- darginština (dar)
- darí
- dinka (din)
- dinkština
- divehi (dv)
- djula
- dógrí
- dolnolužičtina (dsb)
- dolnoněmčina (nds)
- dombe
- dotelijština (dty)
- dzongkha (dz)

## E
- e
- egyptská arabština (arz)
- elvdalština
- emilijština (eml)
- enochiánský jazyk
- erzja (myv)
- esperanto (eo)
- estonština (et)
- etruština
- europanto
- evenkinština (evn)
- eweština (ee)
- ewondo
- extremadurština (ext)

## F
- faerština (fo)
- falčtina (pfl)
- fidžijská hindština (hif)
- fidžijština (fj)
- filipínština
- finština (fi)
- fonština
- francouzština (fr)
- franko-provensálština (frp)
- fríština (fy)
- frygijština
- fula (ff)
- fulbština
- furlanština (fur)
- furling

## G
- gaelština (gd)
- gagauzština (gag)
- galicijština (gl)
- galinaština (vai)
- gan (gan)
- gandština (lg)
- gao
- garhválština
- gaština
- ge'ez
- gilakijština (glk)
- gorontalo (gor)
- gótština (got)
- grónština (kl)
- gruzínština (ka)
- guambiano
- guaraní (gn)
- guayanština (gcr)
- gudžarátština (gu)
- gwich'inština

## H
- hacha čin
- haitská kreolština
- haitština (ht)
- hakka (hak)
- hauština (ha)
- havajština (haw)
- hebrejština (he)
- hererština (hz)
- hidatština
- hiligajnonština
- hindština (hi)
- hiri motu (ho)
- hocąkština
- hornolužičtina (hsb)
- hunsrik

## Ch
- chakaština
- chamorro (ch)
- chavacano (cbk-zam)
- chetitština
- chikariljská apačština
- chipaya
- chorvatština (hr)
- chuj

## I
- ibanština
- igboština (ig)
- ido (io)
- ilokánština (ilo)
- inarijská sámština (smn)
- indonéština (id)
- inguština (inh)
- interlingua (ia)
- interlingue (ie)
- inuitština (iu)
- inupiaq (ik)
- irština (ga)
- islandština (is)
- italština (it)
- itonama

## J
- jakutština (sacha, sašština) (sah)
- jamajský patois (jam)
- japonština (ja)
- jaqaru
- javánština (jv)
- jidiš (yi)
- jihosotština (st)
- jižní altajština (alt)
- jižní ázerbájdžánština (azb)
- jižní levantinská arabština (ajp)
- jorubština (yo)
- jukagirština

## K
- kabardo-čerkeština (kbd)
- kabiye (kbp)
- kabylština (kab)
- kachhijština
- kajovská apačština
- kajovština
- kalaallisut (kl)
- kallawaya
- kalmyčtina (xal)
- kanadská eskymáčtina (iu)
- kannadština (kn)
- kansa
- kantonština (zh-yue)
- kanurijština (kr)
- kapampangan
- karačajsko-balkarština (krc)
- karakalpačtina (kaa)
- karolínština
- kárština
- kašmírština (ks)
- kašubština (csb)
- katalánština (ca)
- kawki
- kazaština (kk)
- kečujština (qu)
- kečuánština
- kekčí
- khásí
- khojkijština
- kiga
- kikonština
- kikujština (ki)
- kirundi (rn)
- kitsajština
- kituba
- klasická čínština (zh-classical)
- klingonština
- kmerština (km)
- kokborok
- kokota
- komančština
- komi-permjačtina (koi)
- komijština (kv)
- konkánština (gom)
- konžština (kg)
- korejština (ko)
- kornština (kw)
- korsičtina (co)
- kotava (avk)
- kreolština
- kríjština (cr)
- krymská tatarština (crh)
- kumáónština
- kuanyama (kj)
- kumyčtina (kum)
- kurdština (ku)
- kurština
- kvapó
- kyčéština
- kypčacko-kumanština (krc)
- kyrgyzština (ky)

## L
- laal
- ladino (lad)
- ladinština (lld)
- laghu
- lachoudisch
- lakandonština
- lakotština
- lakština (lbe)
- laoština (lo)
- latgalština (ltg)
- latina (la)
- lazština
- lenka
- lezginština (lez)
- liburština
- ligurština (lij)
- limburština (li)
- lingala (ln)
- lingua franca nova (lfn)
- lingwe uniwersala
- lipanská apačština
- litevština (lt)
- livonština
- livvi-karelština (olo)
- lojban (jbo)
- lomavrenština
- lombardština (lmo)
- lotyština (lv)
- louisianská kreolština
- lubština
- luční marijština
- lucemburština (lb)
- lugandština (lg)
- luoština
- lúrština (lrc)
- luvijština
- lužická srbština (hsb, dsb)
- lýdština
- lykijština

## M
- madurština (mad)
- maďarština (hu)
- maithilština (mai)
- makasajština
- makasarština
- makedonština
- malajálamština (ml)
- malajština (ms)
- maledivština
- malgaština (mg)
- maltština (mt)
- mamesština
- mamština
- mandanština
- manipurština (mni)
- manština (gv)
- maorština (mi)
- mapudungun (arn)
- maráthština (mr)
- marocká arabština (ary)
- maršálština (mh)
- marvárština
- maskodžíjština (mus)
- mauricijská kreolština
- mazandaránština (mzn)
- matagalpa
- megrelština (xmf)
- meknijština
- melanéština
- messapština
- meskalersko-čirikavská apačština
- michif
- mirandština (mwl)
- min (cdo)
- minang
- minangkabauština (min)
- mizoština
- moabština
- mokša (mdf)
- moldavština (mo)
- mon (mnw)
- mongolština (mn)
- mtnéština
- muskožština (mus)

## N
- n’ko (nqo)
- nahuatl
- nakodština
- nakotština
- namaština
- namibijská černá němčina
- naurština (na)
- navažština (nv)
- ndau
- ndebelština (nd, nr)
- ndonga (ng)
- neapolština (nap)
- negerhollands
- němčina (de)
- nepálština (ne)
- névárština (new)
- niaština (nia)
- nissiiština
- nizozemská dolnosaština (nds-nl)
- nizozemština (nl)
- nko
- nogajština (nog)
- norfolkština (pih)
- normanština (nrm)
- norština (no, nn)
- novialština (nov)
- novoslověnština
- nuerština

## O
- odžibvejština
- okcitánština (oc)
- olyk marijština (mhr)
- omaha-ponka
- ona
- oorlamština
- urijština (or)
- oromština (om)
- osedžština
- osetština (os)

## P
- paionština
- paiwanština (pwn)
- palajština
- páli (pi)
- pampamžština (pam)
- paňdžábština (pa)
- pangasinština (pag)
- pangasinanština
- papiamento (pap)
- paštština (ps)
- pemon (aoc)
- pensylvánská němčina (pdc)
- perština (fa)
- petuh
- pidginská angličtina
- piemontština (pms)
- pikardština (pcd)
- pisidština
- pitcairnština (pih)
- polabština (sla)
- polština (pl)
- polynéština
- pomořanština
- póníjština
- pontština (pnt)
- portugalština (pt)
- portuñolština
- praslovanština
- puquina (sai)

## Q
- qoqmnčaq
- quenijština (art)

## R
- rarotongština
- rétorománština (rm)
- ripoárština (ksh)
- romština (rmy)
- rumunština (ro)
- rusínština (rue)
- ruština (ru)
- rutulština
- rwandština (rw)

## Ř
- řečtina (el)

## S
- saaroa (Wp/sxr)
- sakizaya (szy)
- samojská polynéština
- samojština (sm)
- sámština (se)
- sanandréská kreolština
- sangoština (sg)
- sangština
- sanskrt (sa)
- santálština (sat)
- sanžština
- saraiki (skr)
- sardinština (sc)
- sarsíjština
- sater-fríština (stq)
- sentinelština
- sepedi
- sesothština
- setswanština (tn)
- severní altajština (atv)
- severní levantinská arabština (apc)
- severní sámština (se)
- severní slovinština
- severofríština (frr)
- severosotština (nso)
- shikomoro
- sicilština (scn)
- sidejština
- sindarinština
- sindhština (sd)
- sinhálština (si)
- skotská gaelština (gd)
- skotština (sco)
- slavenosrbština
- slezština (szl)
- slovenština (sk)
- slovinština (sl)
- slovio
- somálština (so)
- sorání (ckb)
- sranan tongo (srn)
- srbochorvatština (sh)
- srbština (sr)
- staroangličtina (ang)
- staronovgorodština
- staroruština
- starořečtina
- staroslověnština (cu)
- sundština (su)
- sumerština
- susu
- svahilština (sw)
- svanština
- svazijština (ss)
- syrština

## Š
- šajenština (chy)
- šanghajština (wu) (wuu)
- šanština (shn)
- šonština (sn)
- španělština (es)
- švédština (sv)

## T
- tabarasačtina
- tádžičtina (tg)
- tagalština (tl)
- tahitština (ty)
- tajmyrský ruský pidžin
- talyština
- tamilština (ta)
- tamašek (tmh)
- tamazight
- tarantinština (roa-tara)
- taroko (trv)
- tašelhit (shi)
- tatarština (tt)
- tatština
- tây bồi
- telugština (te)
- tetumština (tet)
- thajština (th)
- thráčtina
- tibetština (bo)
- tigrinština
- tigriňa (ti)
- tivština
- tocharština
- tocholabalština (myn)
- tok pisin (tpi)
- toki pona
- tonkavština
- tonžština (to)
- toskánština
- cachurština
- trukština
- tsonga (ts)
- tsou (tsu)
- tswanština (tn)
- tuluština (tcy)
- tumbučtina (tum)
- tumbukština
- tuniská arabština (aeb)
- turečtina (tr)
- turkmenština (tk)
- tutčonština
- tuvalština
- tuvinština (tyv)
- ťwiština (tw)
- tzeltalština
- tzotzilština

## U
- udmurtština (udm)
- ugaritština (uga)
- ujgurština (ug)
- ukrajinština (uk)
- unserdeutsch
- urdština (ur)
- urijština (or)
- uru (sai)
- uzbečtina (uz)

## V
- valonština (wa)
- velština (cy)
- vendština (ve)
- venétština
- vepština (vep)
- verština (fiu-vro)
- vičitština
- vietnamština (vi)
- vilamovština (gem)
- vlámština
- volapük (vo)
- võruština (fiu-vro)
- východní marijština (mhr)

## W
- warajština (war)
- warao
- wolofština (wo)
- wutun

## X
- xhoština (xh)
- xinca

## Y
- Yalë
- Yi (ii)
- yucatánská mayština

## Z
- zabana
- zaiwa (atb)
- západní apačština
- západní marijština (mrj)
- západní polesština
- západoarménština (hyw)
- západofríština (fy)
- západopaňdžábština (pnb)
- západovlámština (vls)
- zapotéčtina
- zazakština (diq)
- zeelandština (zea)
- zhuangština (za)
- zjednodušená angličtina (simple)
- znakový jazyk
- zuluština (zu)

## Ž
- žemaitština (bat-smg)